# Willem VIII van Hessen-Kassel

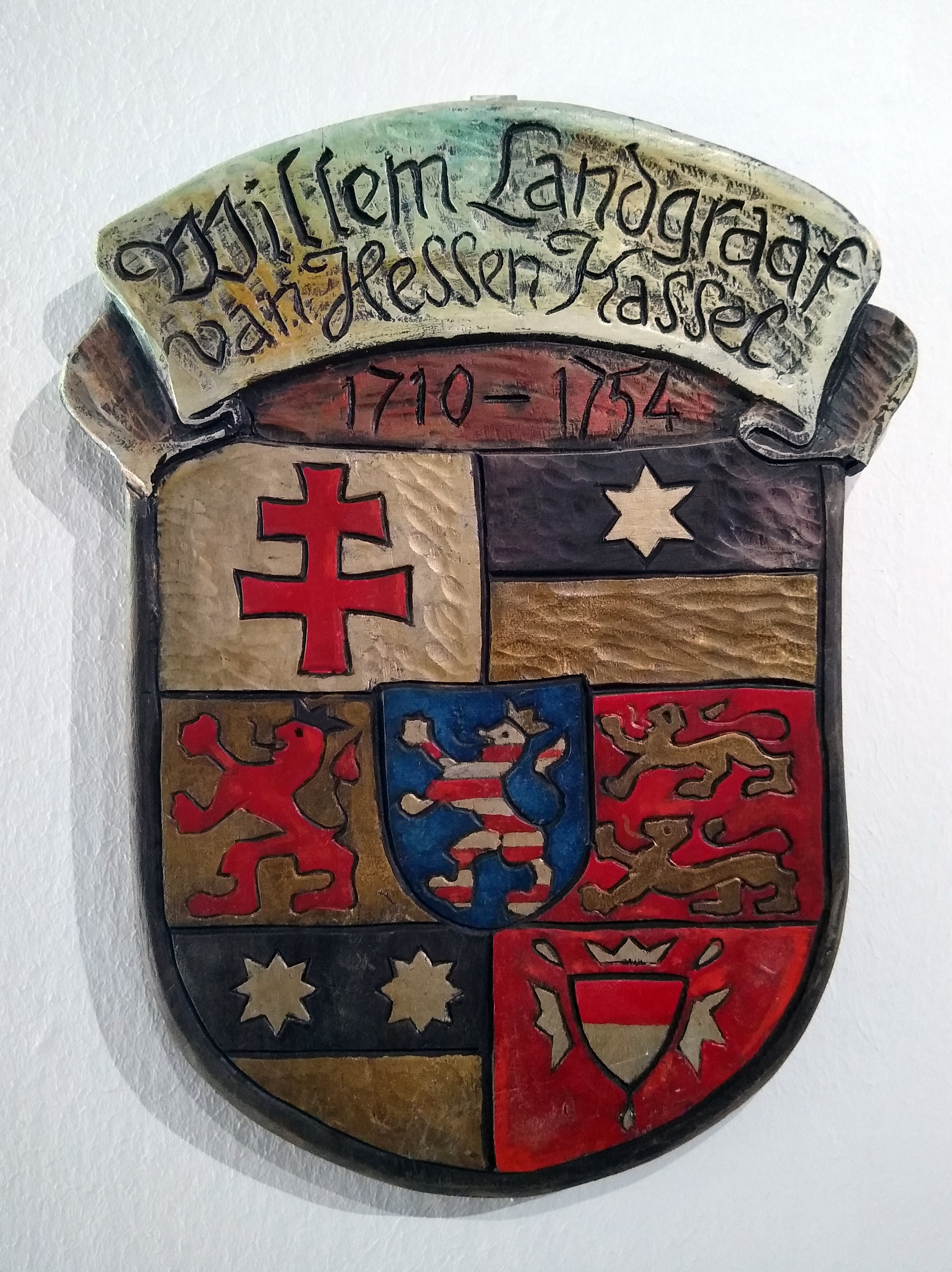
Replica familiewapen met periode eigendom kasteel van Tilburg

Willem VIII van Hessen-Kassel  (Kassel, 10 maart 1682 — Rinteln, 1 februari 1760) was een Duits edelman en veldheer. Hij was militair gouverneur van Breda en Maastricht in dienst van de Republiek.

## Levensbeschrijving
Willem van Hessen-Kassel was de zesde zoon van landgraaf Karel van Hessen-Kassel en Maria Anna van Koerland. Nadat zijn oudste broer Frederik in 1720 koning van Zweden was geworden, zijn andere oudere broers al op jonge leeftijd waren overleden en ook zijn vader in 1730 stierf, regeerde Willem feitelijk Hessen-Kassel in naam van zijn oudste broer. Na het overlijden van Frederik I van Zweden in 1751 werd Willem officieel landgraaf.

### Republiek
De prins van Hessen-Kassel was al op jonge leeftijd in dienst getreden van de Republiek der Verenigde Nederlanden, waar zijn militaire talent op waarde werd geschat. Hij werd spoedig kolonel van de dragonders.
Gedurende de Spaanse Successieoorlog (1701-1713) vocht hij -buiten de Republiek- onder meer mee bij de belegering van Bonn in 1702, de Slag bij Höchstädt in 1704, het ontzet van Luik in 1705, de Slag bij Oudenaarde in 1708 en de Slag bij Malplaquet in 1709.
In 1710 kocht Willem het Kasteel van Tilburg en werd daarmee heer van de Heerlijkheid Tilburg en Goirle, welke hij in 1754 weer zou verkopen. In 1712 laat Willem een warandepark aanleggen. Het is een van de weinige nog intacte sterrenbossen in Nederland.
In 1713 werd Willem benoemd tot militair gouverneur van Breda.
In 1723 werd hij gouverneur van Maastricht, een functie die hij tot 1747 zou vervullen (hoewel hij zelden in Maastricht was).
In 1727 werd hij generaal van de Hollandse cavalerie.

### Hessen-Kassel
In Hessen-Kassel veroorzaakte de overgang in 1749 van zijn enig overgebleven zoon Frederik naar de Rooms-Katholieke Kerk een schandaal. 
Willem beval hem in 1754 te garanderen het protestantse geloof in Hessen-Kassel ongeschonden te laten. Willem legde enkele beperkingen op aan het uitoefenen van de katholieke eredienst en schonk Frederiks echtgenote Maria een apart Graafschap om de invloed van Frederik op zijn kleinzonen te beperken. Het huwelijk werd niet ontbonden om te vermijden dat Frederik zou hertrouwen.
Aan het einde van Willems regeerperiode brak de Zevenjarige Oorlog (1756-1763) uit, waarbij Hessen-Kassel een belangrijk strijdgebied was. Willem streed aan de zijde van Pruisen en Engeland, waarop Frankrijk verschillende malen Kassel bezette.

## Bezittingen

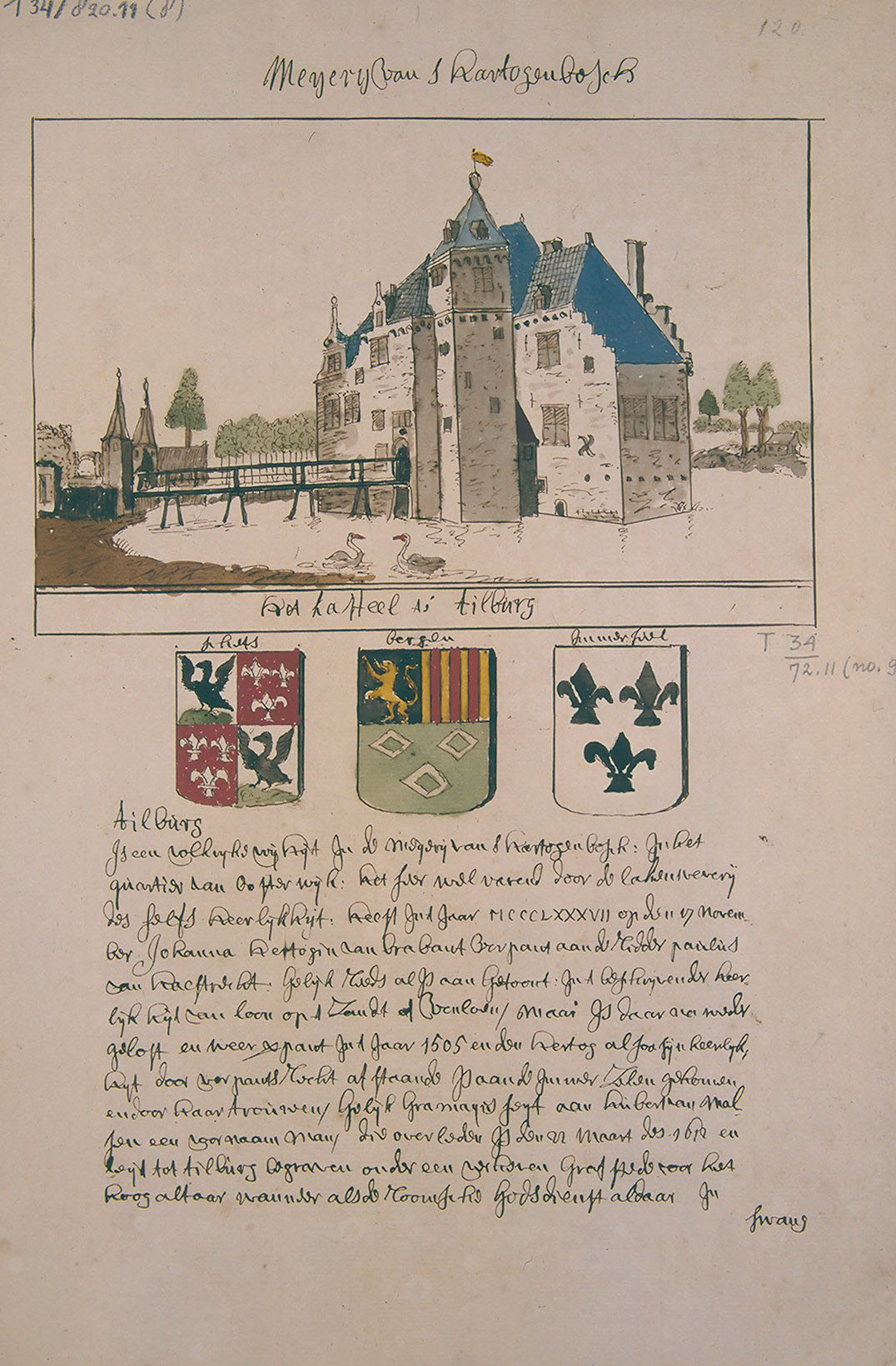
Het Kasteel van Tilburg zoals aangekocht in 1710
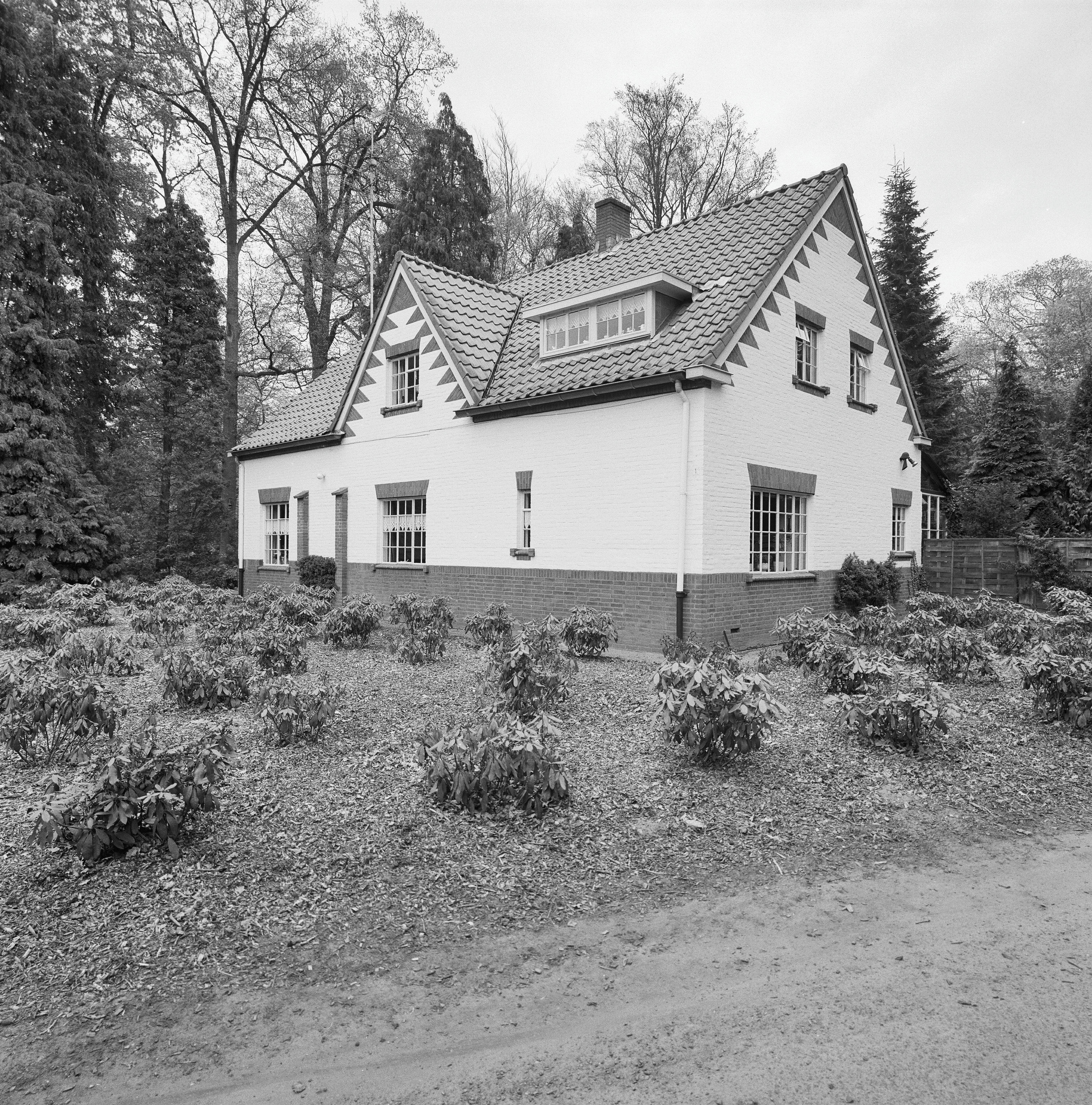
Oude Warande in Tilburg (tuinmanswoning, 1996)
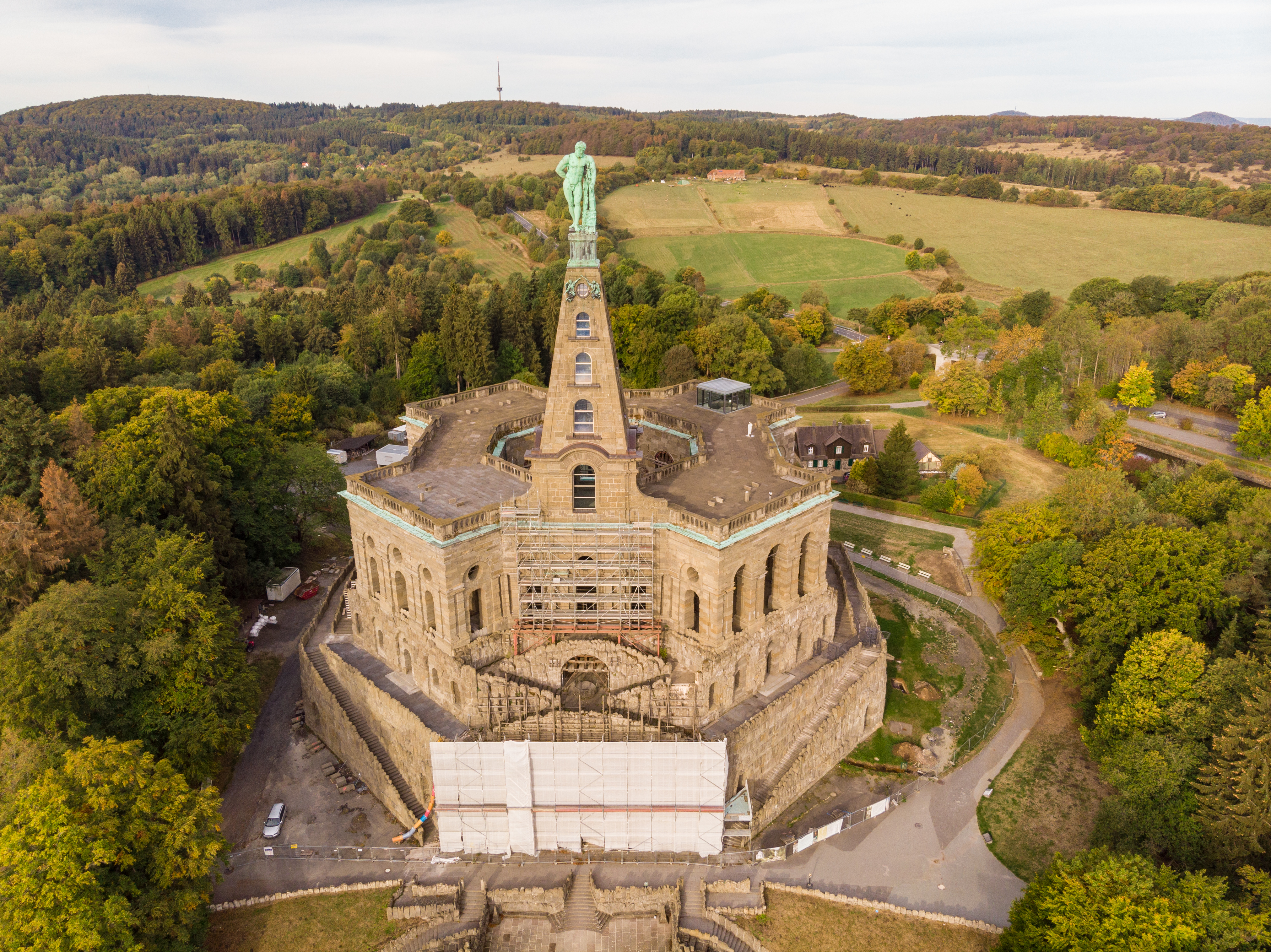
De achtkantige 'Hercules', Bergpark Wilhelmshöhe, Kassel
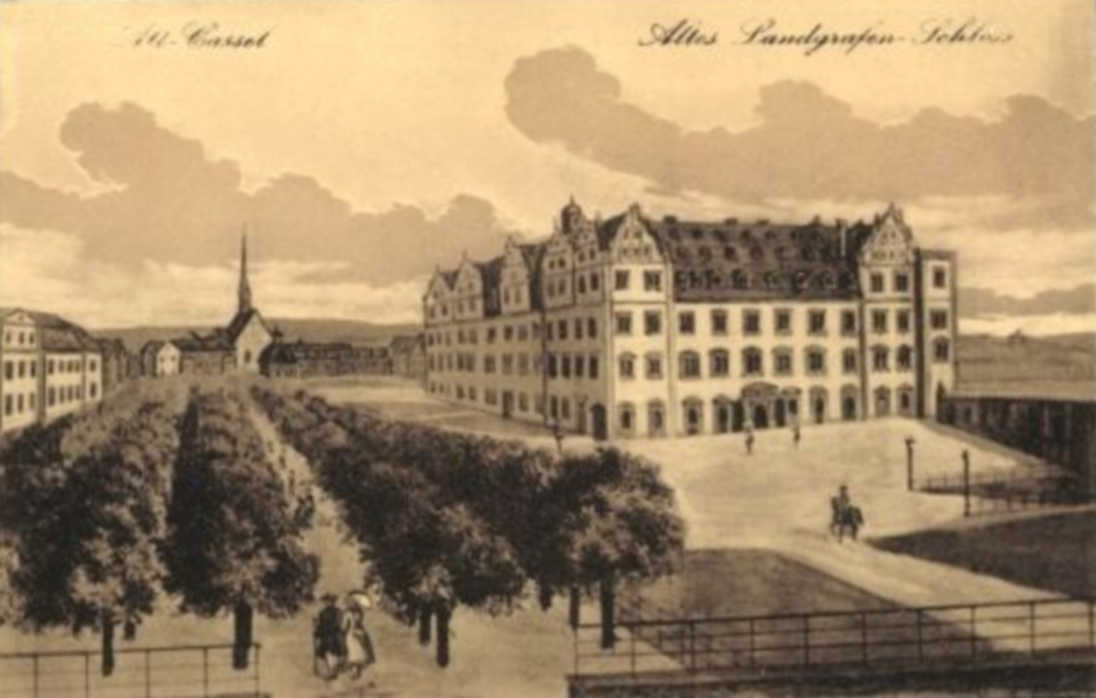
Stadtschloss Kassel in Kassel, ca. 1800
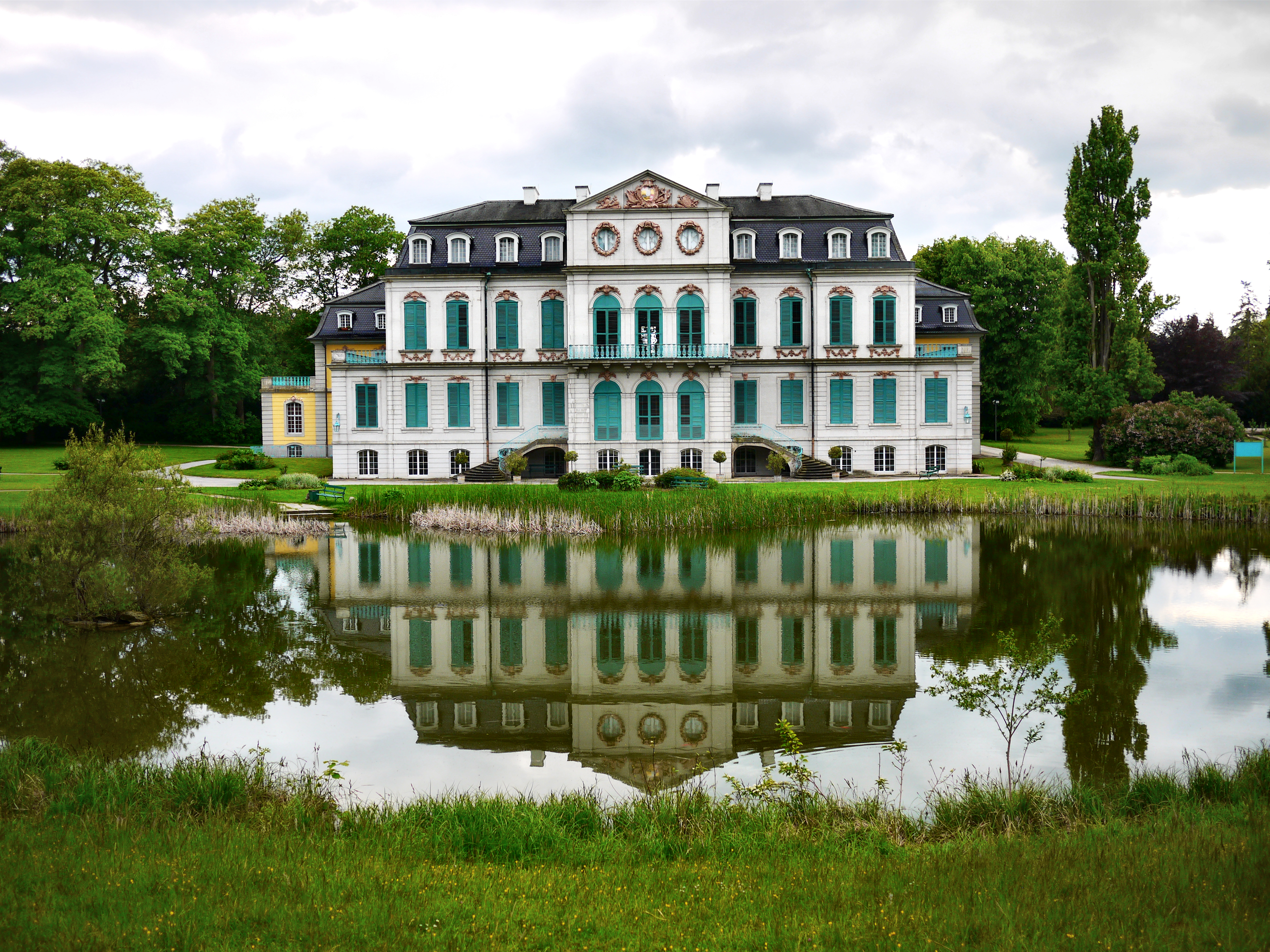
Schloss Wilhelmsthal, Calden (2014), in zijn opdracht gebouwd

Willem legde tevens de basis voor een schilderijencollectie op het landgoed Bergpark en Schloss Wilhelmshöhe, waarvoor hij werken van Rubens en Rembrandt verwierf, waaronder Rembrandts' portretten van Andries de Graeff en Jan Harmensz. Krul.

## Huwelijk en nakomelingen
Willem was in 1717 gehuwd met Dorothea Wilhelmina van Saksen-Zeitz (1691-1743), dochter van hertog Maurits Willem van Saksen-Zeitz.
Zij kregen drie kinderen:
- Karel (1718-1719)
- Frederik (1720-1785)
- Maria Amalia (1721-1744)

## Kwartierstaat
| Willem V van Hessen-Kassel (1602-1637) | Willem V van Hessen-Kassel (1602-1637) | Willem V van Hessen-Kassel (1602-1637) | Willem V van Hessen-Kassel (1602-1637) | Willem V van Hessen-Kassel (1602-1637)  | Willem V van Hessen-Kassel (1602-1637)  | Amalia Elisabeth van Hanau-Münzenberg (1602-1651) | Amalia Elisabeth van Hanau-Münzenberg (1602-1651) | Amalia Elisabeth van Hanau-Münzenberg (1602-1651) | Amalia Elisabeth van Hanau-Münzenberg (1602-1651) | Amalia Elisabeth van Hanau-Münzenberg (1602-1651) | Amalia Elisabeth van Hanau-Münzenberg (1602-1651) |                                                |                                                | Georg Willem van Brandenburg (1595-1640) | Georg Willem van Brandenburg (1595-1640) | Georg Willem van Brandenburg (1595-1640)  | Georg Willem van Brandenburg (1595-1640)  | Georg Willem van Brandenburg (1595-1640)  | Georg Willem van Brandenburg (1595-1640)  | Elisabeth Charlotte van de Palts (1597-1660) | Elisabeth Charlotte van de Palts (1597-1660) | Elisabeth Charlotte van de Palts (1597-1660) | Elisabeth Charlotte van de Palts (1597-1660) | Elisabeth Charlotte van de Palts (1597-1660) | Elisabeth Charlotte van de Palts (1597-1660) |                                            |                                            | Willem Kettler (1574-1640)                 | Willem Kettler (1574-1640)                 | Willem Kettler (1574-1640) | Willem Kettler (1574-1640) | Willem Kettler (1574-1640)                | Willem Kettler (1574-1640)                | Sophie van Pruisen (1582-1610)            | Sophie van Pruisen (1582-1610)            | Sophie van Pruisen (1582-1610)            | Sophie van Pruisen (1582-1610)            | Sophie van Pruisen (1582-1610)      | Sophie van Pruisen (1582-1610)      |                                      |                                      | Georg Willem van Brandenburg (1595-1640) | Georg Willem van Brandenburg (1595-1640) | Georg Willem van Brandenburg (1595-1640)     | Georg Willem van Brandenburg (1595-1640)     | Georg Willem van Brandenburg (1595-1640)     | Georg Willem van Brandenburg (1595-1640)     | Elisabeth Charlotte van de Palts (1597-1660) | Elisabeth Charlotte van de Palts (1597-1660) | Elisabeth Charlotte van de Palts (1597-1660) | Elisabeth Charlotte van de Palts (1597-1660) | Elisabeth Charlotte van de Palts (1597-1660) | Elisabeth Charlotte van de Palts (1597-1660) |  |  |  |  |  |  |  |  |  |  |  |  |  |  |  |  |  |  |  |  |  |  |  |  |  |  |  |  |  |  |  |  |  |  |  |  |  |  |  |  |  |  |  |  |  |  |  |  |
| Willem V van Hessen-Kassel (1602-1637) | Willem V van Hessen-Kassel (1602-1637) | Willem V van Hessen-Kassel (1602-1637) | Willem V van Hessen-Kassel (1602-1637) | Willem V van Hessen-Kassel (1602-1637)  | Willem V van Hessen-Kassel (1602-1637)  | Amalia Elisabeth van Hanau-Münzenberg (1602-1651) | Amalia Elisabeth van Hanau-Münzenberg (1602-1651) | Amalia Elisabeth van Hanau-Münzenberg (1602-1651) | Amalia Elisabeth van Hanau-Münzenberg (1602-1651) | Amalia Elisabeth van Hanau-Münzenberg (1602-1651) | Amalia Elisabeth van Hanau-Münzenberg (1602-1651) |                                                |                                                | Georg Willem van Brandenburg (1595-1640) | Georg Willem van Brandenburg (1595-1640) | Georg Willem van Brandenburg (1595-1640)  | Georg Willem van Brandenburg (1595-1640)  | Georg Willem van Brandenburg (1595-1640)  | Georg Willem van Brandenburg (1595-1640)  | Elisabeth Charlotte van de Palts (1597-1660) | Elisabeth Charlotte van de Palts (1597-1660) | Elisabeth Charlotte van de Palts (1597-1660) | Elisabeth Charlotte van de Palts (1597-1660) | Elisabeth Charlotte van de Palts (1597-1660) | Elisabeth Charlotte van de Palts (1597-1660) |                                            |                                            | Willem Kettler (1574-1640)                 | Willem Kettler (1574-1640)                 | Willem Kettler (1574-1640) | Willem Kettler (1574-1640) | Willem Kettler (1574-1640)                | Willem Kettler (1574-1640)                | Sophie van Pruisen (1582-1610)            | Sophie van Pruisen (1582-1610)            | Sophie van Pruisen (1582-1610)            | Sophie van Pruisen (1582-1610)            | Sophie van Pruisen (1582-1610)      | Sophie van Pruisen (1582-1610)      |                                      |                                      | Georg Willem van Brandenburg (1595-1640) | Georg Willem van Brandenburg (1595-1640) | Georg Willem van Brandenburg (1595-1640)     | Georg Willem van Brandenburg (1595-1640)     | Georg Willem van Brandenburg (1595-1640)     | Georg Willem van Brandenburg (1595-1640)     | Elisabeth Charlotte van de Palts (1597-1660) | Elisabeth Charlotte van de Palts (1597-1660) | Elisabeth Charlotte van de Palts (1597-1660) | Elisabeth Charlotte van de Palts (1597-1660) | Elisabeth Charlotte van de Palts (1597-1660) | Elisabeth Charlotte van de Palts (1597-1660) |  |  |  |  |  |  |  |  |  |  |  |  |  |  |  |  |  |  |  |  |  |  |  |  |  |  |  |  |  |  |  |  |  |  |  |  |  |  |  |  |  |  |  |  |  |  |  |  |
|                                        |                                        |                                        |                                        |                                         |                                         |                                                   |                                                   |                                                   |                                                   |                                                   |                                                   |                                                |                                                |                                          |                                          |                                           |                                           |                                           |                                           |                                              |                                              |                                              |                                              |                                              |                                              |                                            |                                            |                                            |                                            |                            |                            |                                           |                                           |                                           |                                           |                                           |                                           |                                     |                                     |                                      |                                      |                                          |                                          |                                              |                                              |                                              |                                              |                                              |                                              |                                              |                                              |                                              |                                              |  |  |  |  |  |  |  |  |  |  |  |  |  |  |  |  |  |  |  |  |  |  |  |  |  |  |  |  |  |  |  |  |  |  |  |  |  |  |  |  |  |  |  |  |  |  |  |  |
|                                        |                                        |                                        |                                        | Willem VI van Hessen-Kassel (1629-1663) | Willem VI van Hessen-Kassel (1629-1663) | Willem VI van Hessen-Kassel (1629-1663)           | Willem VI van Hessen-Kassel (1629-1663)           | Willem VI van Hessen-Kassel (1629-1663)           | Willem VI van Hessen-Kassel (1629-1663)           |                                                   |                                                   |                                                |                                                |                                          |                                          | Hedwig Sophie van Brandenburg (1623-1683) | Hedwig Sophie van Brandenburg (1623-1683) | Hedwig Sophie van Brandenburg (1623-1683) | Hedwig Sophie van Brandenburg (1623-1683) | Hedwig Sophie van Brandenburg (1623-1683)    | Hedwig Sophie van Brandenburg (1623-1683)    |                                              |                                              |                                              |                                              |                                            |                                            |                                            |                                            |                            |                            | Jacob Kettler (1610-1682)                 | Jacob Kettler (1610-1682)                 | Jacob Kettler (1610-1682)                 | Jacob Kettler (1610-1682)                 | Jacob Kettler (1610-1682)                 | Jacob Kettler (1610-1682)                 |                                     |                                     |                                      |                                      |                                          |                                          | Louise Charlotte van Brandenburg (1617-1676) | Louise Charlotte van Brandenburg (1617-1676) | Louise Charlotte van Brandenburg (1617-1676) | Louise Charlotte van Brandenburg (1617-1676) | Louise Charlotte van Brandenburg (1617-1676) | Louise Charlotte van Brandenburg (1617-1676) |                                              |                                              |                                              |                                              |  |  |  |  |  |  |  |  |  |  |  |  |  |  |  |  |  |  |  |  |  |  |  |  |  |  |  |  |  |  |  |  |  |  |  |  |  |  |  |  |  |  |  |  |  |  |  |  |
|                                        |                                        |                                        |                                        | Willem VI van Hessen-Kassel (1629-1663) | Willem VI van Hessen-Kassel (1629-1663) | Willem VI van Hessen-Kassel (1629-1663)           | Willem VI van Hessen-Kassel (1629-1663)           | Willem VI van Hessen-Kassel (1629-1663)           | Willem VI van Hessen-Kassel (1629-1663)           |                                                   |                                                   |                                                |                                                |                                          |                                          | Hedwig Sophie van Brandenburg (1623-1683) | Hedwig Sophie van Brandenburg (1623-1683) | Hedwig Sophie van Brandenburg (1623-1683) | Hedwig Sophie van Brandenburg (1623-1683) | Hedwig Sophie van Brandenburg (1623-1683)    | Hedwig Sophie van Brandenburg (1623-1683)    |                                              |                                              |                                              |                                              |                                            |                                            |                                            |                                            |                            |                            | Jacob Kettler (1610-1682)                 | Jacob Kettler (1610-1682)                 | Jacob Kettler (1610-1682)                 | Jacob Kettler (1610-1682)                 | Jacob Kettler (1610-1682)                 | Jacob Kettler (1610-1682)                 |                                     |                                     |                                      |                                      |                                          |                                          | Louise Charlotte van Brandenburg (1617-1676) | Louise Charlotte van Brandenburg (1617-1676) | Louise Charlotte van Brandenburg (1617-1676) | Louise Charlotte van Brandenburg (1617-1676) | Louise Charlotte van Brandenburg (1617-1676) | Louise Charlotte van Brandenburg (1617-1676) |                                              |                                              |                                              |                                              |  |  |  |  |  |  |  |  |  |  |  |  |  |  |  |  |  |  |  |  |  |  |  |  |  |  |  |  |  |  |  |  |  |  |  |  |  |  |  |  |  |  |  |  |  |  |  |  |
|                                        |                                        |                                        |                                        |                                         |                                         |                                                   |                                                   |                                                   |                                                   | Karel van Hessen-Kassel (1654-1730)               | Karel van Hessen-Kassel (1654-1730)               | Karel van Hessen-Kassel (1654-1730)            | Karel van Hessen-Kassel (1654-1730)            | Karel van Hessen-Kassel (1654-1730)      | Karel van Hessen-Kassel (1654-1730)      |                                           |                                           |                                           |                                           |                                              |                                              |                                              |                                              |                                              |                                              |                                            |                                            |                                            |                                            |                            |                            |                                           |                                           |                                           |                                           |                                           |                                           | Maria Anna van Koerland (1653–1711) | Maria Anna van Koerland (1653–1711) | Maria Anna van Koerland (1653–1711)  | Maria Anna van Koerland (1653–1711)  | Maria Anna van Koerland (1653–1711)      | Maria Anna van Koerland (1653–1711)      |                                              |                                              |                                              |                                              |                                              |                                              |                                              |                                              |                                              |                                              |  |  |  |  |  |  |  |  |  |  |  |  |  |  |  |  |  |  |  |  |  |  |  |  |  |  |  |  |  |  |  |  |  |  |  |  |  |  |  |  |  |  |  |  |  |  |  |  |
|                                        |                                        |                                        |                                        |                                         |                                         |                                                   |                                                   |                                                   |                                                   | Karel van Hessen-Kassel (1654-1730)               | Karel van Hessen-Kassel (1654-1730)               | Karel van Hessen-Kassel (1654-1730)            | Karel van Hessen-Kassel (1654-1730)            | Karel van Hessen-Kassel (1654-1730)      | Karel van Hessen-Kassel (1654-1730)      |                                           |                                           |                                           |                                           |                                              |                                              |                                              |                                              |                                              |                                              |                                            |                                            |                                            |                                            |                            |                            |                                           |                                           |                                           |                                           |                                           |                                           | Maria Anna van Koerland (1653–1711) | Maria Anna van Koerland (1653–1711) | Maria Anna van Koerland (1653–1711)  | Maria Anna van Koerland (1653–1711)  | Maria Anna van Koerland (1653–1711)      | Maria Anna van Koerland (1653–1711)      |                                              |                                              |                                              |                                              |                                              |                                              |                                              |                                              |                                              |                                              |  |  |  |  |  |  |  |  |  |  |  |  |  |  |  |  |  |  |  |  |  |  |  |  |  |  |  |  |  |  |  |  |  |  |  |  |  |  |  |  |  |  |  |  |  |  |  |  |
|                                        |                                        |                                        |                                        |                                         |                                         |                                                   |                                                   |                                                   |                                                   |                                                   |                                                   |                                                |                                                |                                          |                                          |                                           |                                           |                                           |                                           |                                              |                                              |                                              |                                              |                                              |                                              |                                            |                                            |                                            |                                            |                            |                            |                                           |                                           |                                           |                                           |                                           |                                           |                                     |                                     |                                      |                                      |                                          |                                          |                                              |                                              |                                              |                                              |                                              |                                              |                                              |                                              |                                              |                                              |  |  |  |  |  |  |  |  |  |  |  |  |  |  |  |  |  |  |  |  |  |  |  |  |  |  |  |  |  |  |  |  |  |  |  |  |  |  |  |  |  |  |  |  |  |  |  |  |
|                                        |                                        |                                        |                                        |                                         |                                         |                                                   |                                                   |                                                   |                                                   |                                                   |                                                   |                                                |                                                |                                          |                                          |                                           |                                           |                                           |                                           |                                              |                                              |                                              |                                              |                                              |                                              |                                            |                                            |                                            |                                            |                            |                            |                                           |                                           |                                           |                                           |                                           |                                           |                                     |                                     |                                      |                                      |                                          |                                          |                                              |                                              |                                              |                                              |                                              |                                              |                                              |                                              |                                              |                                              |  |  |  |  |  |  |  |  |  |  |  |  |  |  |  |  |  |  |  |  |  |  |  |  |  |  |  |  |  |  |  |  |  |  |  |  |  |  |  |  |  |  |  |  |  |  |  |  |
| Frederik I van Zweden (1676-1751)      | Frederik I van Zweden (1676-1751)      | Frederik I van Zweden (1676-1751)      | Frederik I van Zweden (1676-1751)      | Frederik I van Zweden (1676-1751)       | Frederik I van Zweden (1676-1751)       |                                                   |                                                   | Sophie Charlotte van Hessen-Kassel (1678–1749)    | Sophie Charlotte van Hessen-Kassel (1678–1749)    | Sophie Charlotte van Hessen-Kassel (1678–1749)    | Sophie Charlotte van Hessen-Kassel (1678–1749)    | Sophie Charlotte van Hessen-Kassel (1678–1749) | Sophie Charlotte van Hessen-Kassel (1678–1749) |                                          |                                          | Willem VIII van Hessen-Kassel (1682-1760) | Willem VIII van Hessen-Kassel (1682-1760) | Willem VIII van Hessen-Kassel (1682-1760) | Willem VIII van Hessen-Kassel (1682-1760) | Willem VIII van Hessen-Kassel (1682-1760)    | Willem VIII van Hessen-Kassel (1682-1760)    |                                              |                                              | Maria Louise van Hessen-Kassel (1688-1765)   | Maria Louise van Hessen-Kassel (1688-1765)   | Maria Louise van Hessen-Kassel (1688-1765) | Maria Louise van Hessen-Kassel (1688-1765) | Maria Louise van Hessen-Kassel (1688-1765) | Maria Louise van Hessen-Kassel (1688-1765) |                            |                            | Maximiliaan van Hessen-Kassel (1689-1753) | Maximiliaan van Hessen-Kassel (1689-1753) | Maximiliaan van Hessen-Kassel (1689-1753) | Maximiliaan van Hessen-Kassel (1689-1753) | Maximiliaan van Hessen-Kassel (1689-1753) | Maximiliaan van Hessen-Kassel (1689-1753) |                                     |                                     | George van Hessen-Kassel (1691–1755) | George van Hessen-Kassel (1691–1755) | George van Hessen-Kassel (1691–1755)     | George van Hessen-Kassel (1691–1755)     | George van Hessen-Kassel (1691–1755)         | George van Hessen-Kassel (1691–1755)         |                                              |                                              | ... + 2 zusters en 6 broers                  | ... + 2 zusters en 6 broers                  | ... + 2 zusters en 6 broers                  | ... + 2 zusters en 6 broers                  | ... + 2 zusters en 6 broers                  | ... + 2 zusters en 6 broers                  |  |  |  |  |  |  |  |  |  |  |  |  |  |  |  |  |  |  |  |  |  |  |  |  |  |  |  |  |  |  |  |  |  |  |  |  |  |  |  |  |  |  |  |  |  |  |  |  |